# Gabriel Oxenstierna (1642–1707)
Gabriel Oxenstierna, född den 10 oktober 1642, död den 28 februari 1707, var en svensk greve och diplomat. Han var son till Ture Oxenstierna och brorson till Gabriel Oxenstierna.

## Biografi
Oxenstierna genomförde studier i Uppsala och vidsträckta utrikes resor, under vilka han 1663 inskrev sig som student vid Leidens universitet och 1666 ingick i engelsk sjökrigstjänst.
Oxenstierna utnämndes efter återkomsten 1667 till Karl XI:s kammarherre samt kapten vid Amiralitetsholmen. År 1668 sändes han i en beskickning till engelska och portugisiska hoven samt återkallades 1670 från Lissabon.
År 1671 fick han kansliråds fullmakt, och några dagar senare mottog han order att avgå som sändebud till Danmark, en av Sveriges viktigaste diplomatiska poster, vilken han innehade till 1673. I det 1675 utbrutna skånska kriget hade han befälet över en eskader vid Göteborg våren 1676.
Efter krigets slut och sedan hans frände Bengt Oxenstierna kommit till makten, skickades Oxenstierna 1681 till kejsaren att varsamt bana väg för ett närmare förbund. Samtidigt var han ackrediterad hos kurfurstarna av Bayern, Sachsen och Pfalz samt hertigarna av Neuburg och Holstein-Gottorp. Denna diplomatiska post förestod han i tio år, om än med något avbrott.  
År 1685 återvände Oxenstierna för en kort tid hem och uppträdde under 1686 års riksdag som en mycket bestämd, men aldrig häftig ledare av oppositionen. Hans djärva och frimodiga yttranden hindrade ej, att han efter riksdagen åter sändes tillbaka till Wien, där han vistades till 1688. Då skickades han för en tid till Haag med uppdrag att även resa till London för att söka förmå England att medverka till åtgärders vidtagande till hertigens av Holstein förmån. År 1693 uppdrogs åt Oxenstierna att mottaga det Karl XI tillfallna Hertigdömet Pfalz-Zweibrückens hyllning.
År 1694 återvände han till Wien. År 1697 beslöt regeringen att förflytta honom som andre ambassadör till Rijswijk, men då kung Vilhelm var missnöjd med några utlåtelser han gjort, medan han var sändebud i Haag, gick detta om intet. I december samma år utnämndes Oxenstierna i stället till guvernör i Zweibrücken, men fortsatte trots det att vistas i Wien, där han dock med anledning av den uppkomna tvisten mellan Sverige och kejsaren rörande mecklenburg-güstrowska arvet förbjöds att visa sig vid hovet. Först 1699 utbytte han Wien mot Zweibrücken, ett land som han från djupt förfall skall ha bragt i ett jämförelsevis blomstrande skick. Av hans efterlämnade papper finns en betydande del i Riksarkivet, dit de kommit tillsammans med Tidöarkivet.